# Hummel-Reisen
Hummel-Reisen wurde 1953 in Hannover als Reiseunternehmen von Hans-Joachim Strickrodt mit Beteiligung des Axel Springer Verlages gegründet.
Unter dem Motto „Reisen für Jedermann“ fuhren im Gründungsjahr 1953 rund 5000 Gäste aus Deutschland mit selbst organisierten Sonderzügen und Bussen in den Urlaub in Ellmau in Tirol. Dafür wurden in erheblichem Umfang Bettenkapazitäten in Privathäusern und Bauernhöfen aktiviert. Slogans wie „Gönn dir eine Hummelreise“ und „Ellmau, ein Urlaubstraum“ führten in den Folgejahren zu erheblichen Steigerungen; die Bettenzahl verzehnfachte sich innerhalb von fünf Jahren.
Das Unternehmen, das zu den drei größten Reisebüros Deutschlands gezählt wurde, zog in das vom Architekten Rolf Wékel geplante 1962 fertiggestellte Leine-Haus an der Goethestraße 18 in Hannover. 1968 ging es zusammen mit Touropa, Scharnow-Reisen und Dr.-Tigges-Fahrten in der in diesem Jahr gegründeten TUI AG auf.